# Thuẫn Bài
Chòm sao Thuẫn Bài (楯牌/盾牌), (tiếng La Tinh: Scutum) là một trong 88 chòm sao hiện đại, mang hình ảnh cái lá chắn.
Chòm sao nhỏ này có diện tích 109 độ vuông, nằm trên thiên cầu nam, chiếm vị trí thứ 84 trong danh sách các chòm sao theo diện tích.
Chòm sao Thuẫn Bài nằm kề các chòm sao Thiên Ưng, Nhân Mã, Cự Xà.

## Thiên thể
Các thiên thể đáng quan tâm
- Sao biến đổi kiểu RV Tauri R Sct
- Cụm sao mở Messier 11
- Sao cực siêu khổng lồ đỏ UY Scuti
- Sao cực siêu khổng lồ đỏ lớn nhất Stephenson 2-18 gần cụm sao mở Stephenson 2